# Köln
Köln (cunoscut în limba română și drept Colonia; în dialectul local: Kölle) este un oraș în landul Renania de Nord-Westfalia (Nordrhein-Westfalen) din Germania, pe locul patru ca mărime după Berlin, Hamburg și München. Din punct de vedere economic, cultural și istoric, Köln este cel mai de seamă oraș din Renania, important nod de cale ferată, la intersecția văii Rinului cu principalele căi comerciale între zonele de vest și est ale Europei.

## Poziție geografică și clima
Orașul se întinde pe o suprafață de 405,15 km², de o parte și de alta a Rinului, pe coordonatele geografice de 50° 56´33´´ latitudine nordică și 06° 57´32´´ longitudine estică, la 37,5 m deasupra nivelului mării, în zona cuprinsă între regiunea muntoasă din vest (Bergisches Land) și munții Eifel la sud. Această poziție îi conferă condiții climatice caracterizate printr-o ridicată umiditate și încălzire a atmosferei, în special vara, datorită curenți de aer reduși, la adăpost de vânturile din vest, și o iarnă blândă sub influență oceanică. Precipitațiile atmosferice anuale sunt în medie de 676 mm, relativ reduse. Fluviul Rin face parte din frumusețile orașului, dar pe de altă parte - datorită variațiilor frecvente ale debitului - el se revarsă nu rareori, provocând inundații (cea mai gravă în februarie 1784, ultimele în 1993 și 1995).

## Împărțire administrativă
Orașul Köln este împărțit în 9 circumscripții administrative (Stadtbezirke):
- Centrul
- Rodenkirchen
- Lindenthal
- Ehrenfeld
- Nippes
- Chorweiler
- Mülheim
- Kalk
- Porz

Köln este condus de un Consiliu orășenesc ales prin votul cetățenilor, în care sunt reprezentate diverse partide politice, și de Primarul General (Oberbürgermeister) ales prin vot direct.

## Localități învecinate
Începând de la nord, în sensul acelor de ceasornic:
- Leverkusen
- Bergisch Gladbach
- Troisdorf
- Wesseling
- Brühl
- Hürth
- Frechen
- Pulheim
- Dormagen
- Monheim

## Istoric
Köln este cel mai vechi dintre marile orașe ale Germaniei. Numele derivă din denumirea avută în timpul romanilor, Colonia Claudia Ara Agrippinensium. Mulțumită influenței Agrippinei, soția împăratului Claudius, născută în regiunea Rinului, la Ara Ubiorum, această așezare a fost ridicată, în anul 50 d.Hr., la rangul de colonie. În timpul prezenței romane, orașul era capitala provinciei romane Germania Inferior. În jurul anului 80 d.Hr., pentru alimentarea orașului cu apă, romanii au construit cel mai lung apeduct roman, care aducea apă din munții Eifel.
În anul 455 orașul a fost cucerit de franci. Populația locală vorbea încă limba latină, paralel cu limba francă a cuceritorilor, care cu timpul a devenit prevalentă. Sub dinastia Ottonă, orașul Köln se apropie de Sfântul Imperiu Roman datorită împărătesei Theophana, soția lui Otto I, care avea o reședință în Köln. Începând cu secolul al X-lea, orașul, devenind centru politic și religios ca sediu al Arhiepiscopiei de Köln, cunoaște o continuă dezvoltare. În acest timp începe construcția primelor biserici în stil romanic. Aducerea osemintelor celor Trei Crai de la Răsărit de către arhiepiscopul Rainald von Dassel în anul 1164 a făcut din Köln un important loc de pelerinaj.

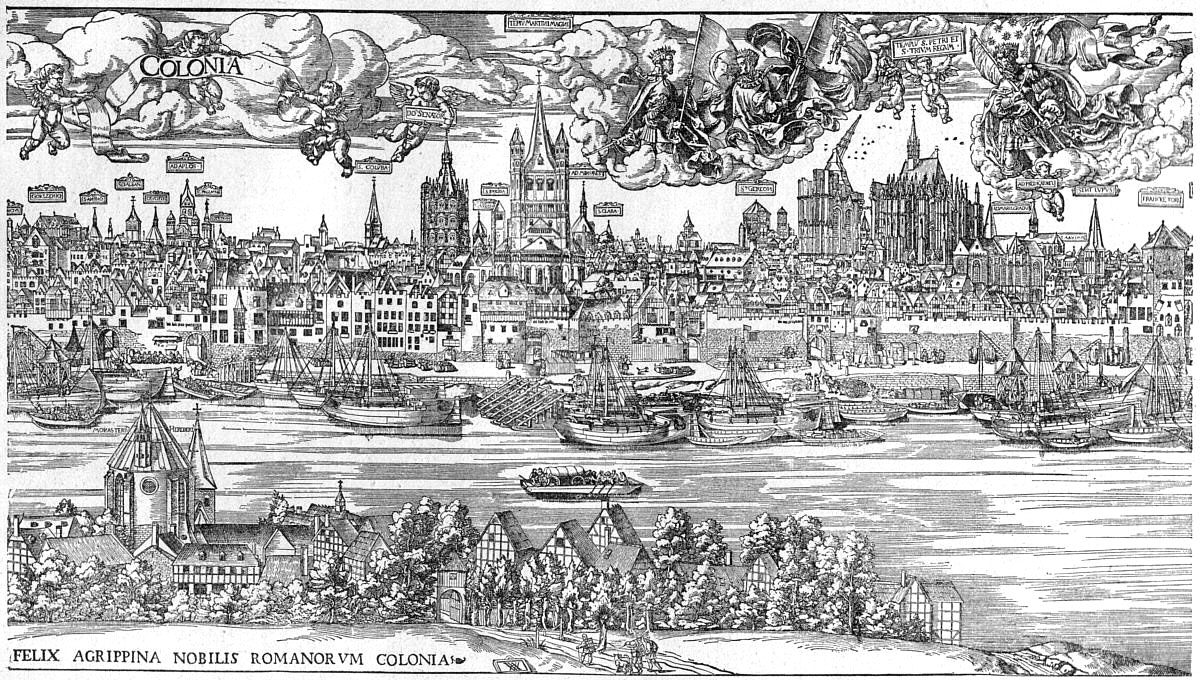
Orașul Köln în anul 1531 - Gravură în lemn de Anton von Worms

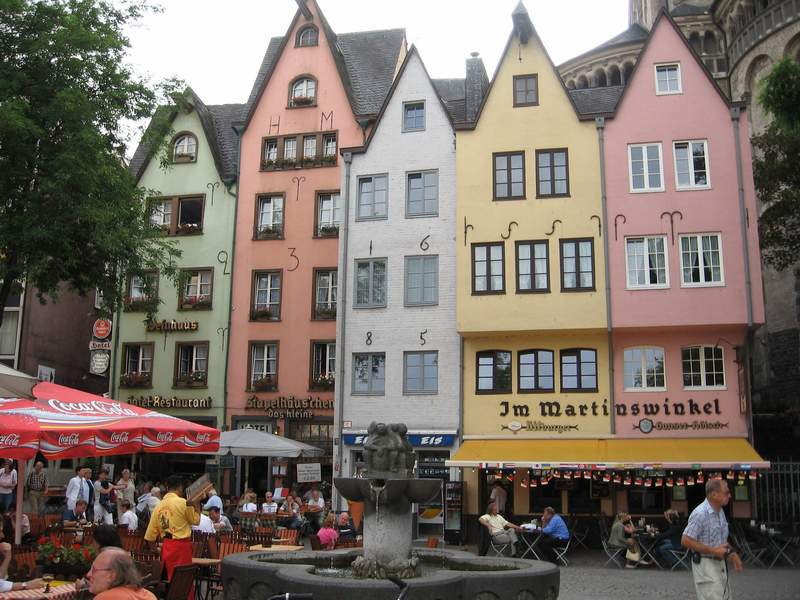
Clădiri medievale

În perioada târzie a Evului Mediu Kölnul a devenit cel mai mare oraș al Germaniei; în 1180 se începe construcția unui zid de apărare cu 12 porți (unele s-au păstrat până în zilele noastre), construcție terminată în 1225. Începând din secolul al XII-lea orașul Köln primește - alături de Ierusalim, Roma și Constantinopol - denumirea de „Sancta” („Sfânt”): „Sancta Colonia Dei Gratia Romanae Ecclesiae Fidelis Filia” („Sfântul oraș Köln, prin grația lui Dumnezeu, fiu credincios al Bisericii Romane”). În anul 1248 se începe construcția unei impunătoare catedrale („Domul din Köln”) în stil gotic, cu două turle înalte, pentru a adăposti sfintele relicve ale celor trei Regi Magi. Îndelungatele lupte pentru supremație între arhiepiscopii din Köln și burghezia orașului se sfârșesc provizoriu în anul 1288 în urma bătăliei de la Worringen, câștigată de contele von Berg și de cetățenii orașului. Arhiepiscopii păstrează doar supremația religioasă. Köln devine astfel oraș imperial liber, titlu oficializat însă de abia în anul 1475.
Războiul de 30 de ani, care a devastat Germania, nu a afectat orașul Köln, care prin tratative subtile și plata unor importante sume de bani a putut evita asediile și jaful diverselor armate în trecere. În plus realizează câștiguri substanțiale prin producția de arme și prin comerț.

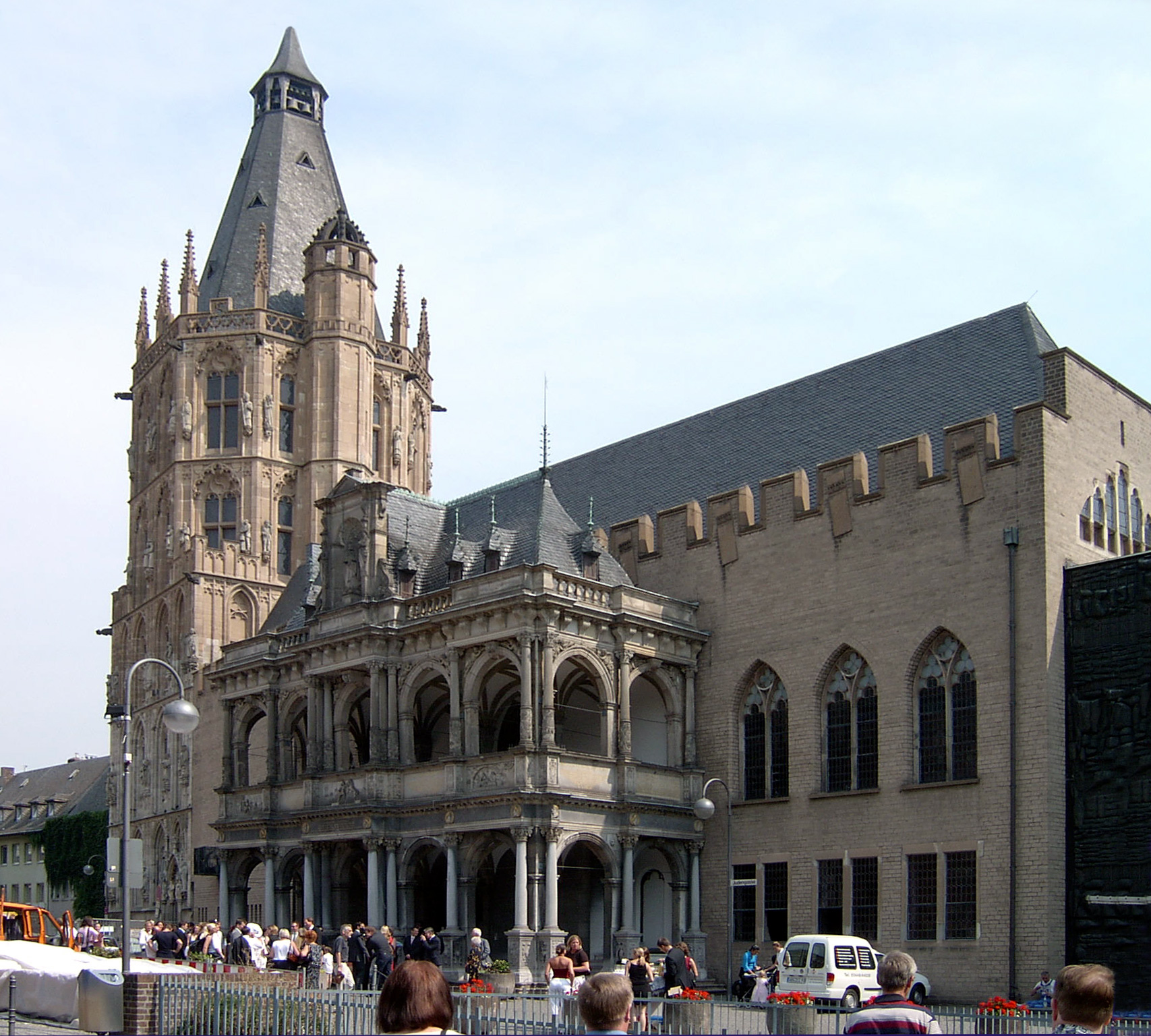
Primăria din Köln

După ocuparea orașului de către trupele franceze în anul 1794, întreaga regiune renană de vest cu capitala la Aachen a fost anexată la Franța. Prin Congresul de la Viena din 1815 orașul Köln a fost încorporat regatului Prusiei. În anul 1880, după 632 ani, construcția domului este încheiată, dar și în prezent se mai lucrează la repararea daunelor pricinuite de Al Doilea Război Mondial, în care - în urma bombardamentelor aliate nimicitoare - 90% din oraș a fost totalmente distrus (Domul, situat în imediata apropiere a gării centrale, a scăpat ca prin minune). La sfârșitul războiului, în 1945, populația orașului scăzuse de la 800.000 de locuitori la 40.000. Cifra inițială este reatinsă în 1959.

## Religia

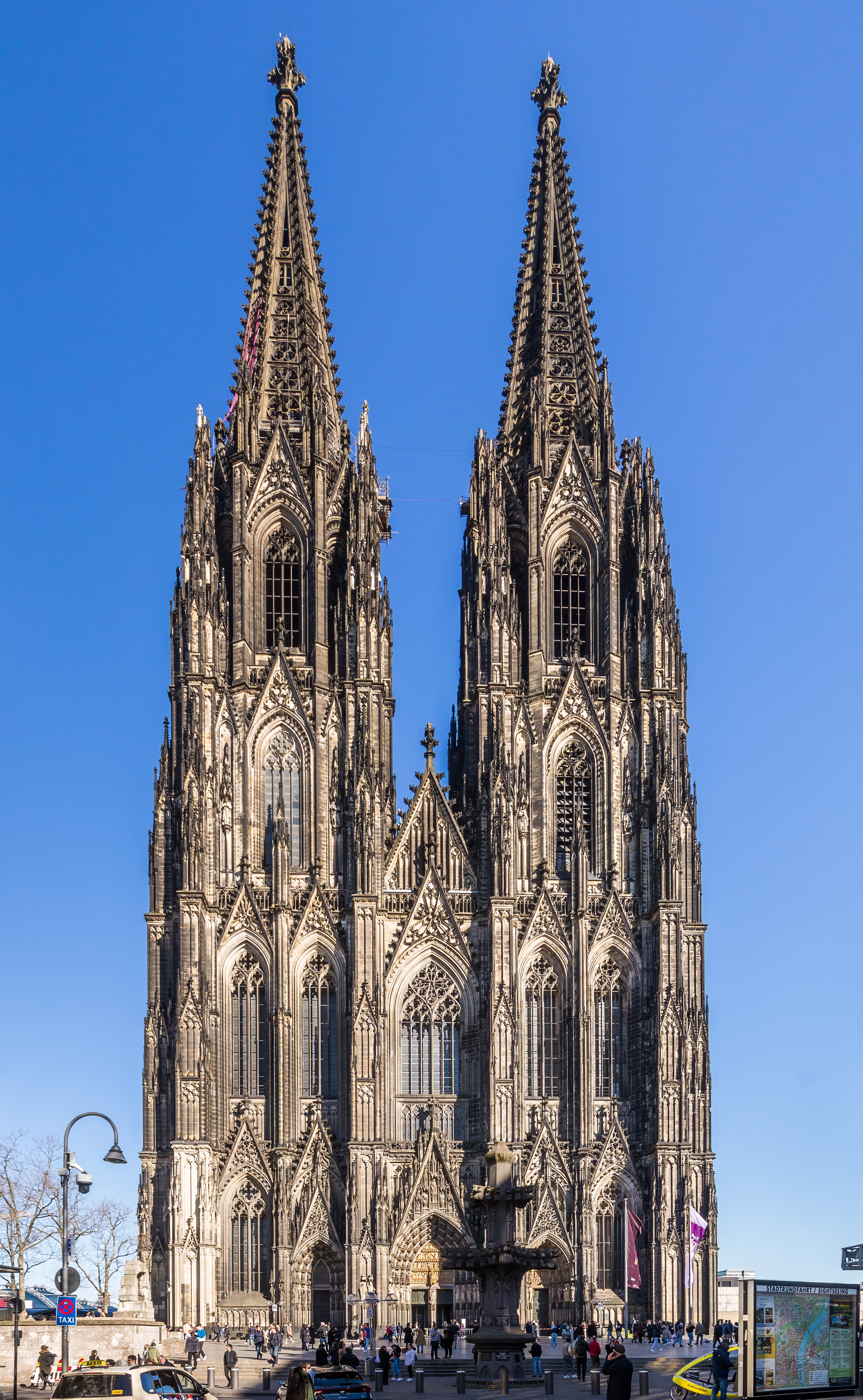
Domul din Köln - Vedere frontală

Istoric, în orașul Köln predomină catolicismul (40% din locuitori), urmat de protestantism (20%), islam (10%), alte religii (30%). Arhidieceza de Köln există din anul 313. Domul din Köln a fost înscris în anul 1996 pe lista patrimoniului cultural mondial UNESCO.
Până la terminarea construcției domului, biserica mănăstirii benedictine Groß St. Martin domina silueta orașului. Semnificația religiei în istoria Kölnului reiese și din stema orașului: cele trei coroane ale Sfinților Crai de la Răsărit și 11 lacrimi ale Sfintei Ursula și ale însoțitoarelor sale, care - conform tradiției - au suferit martiriul la Köln.

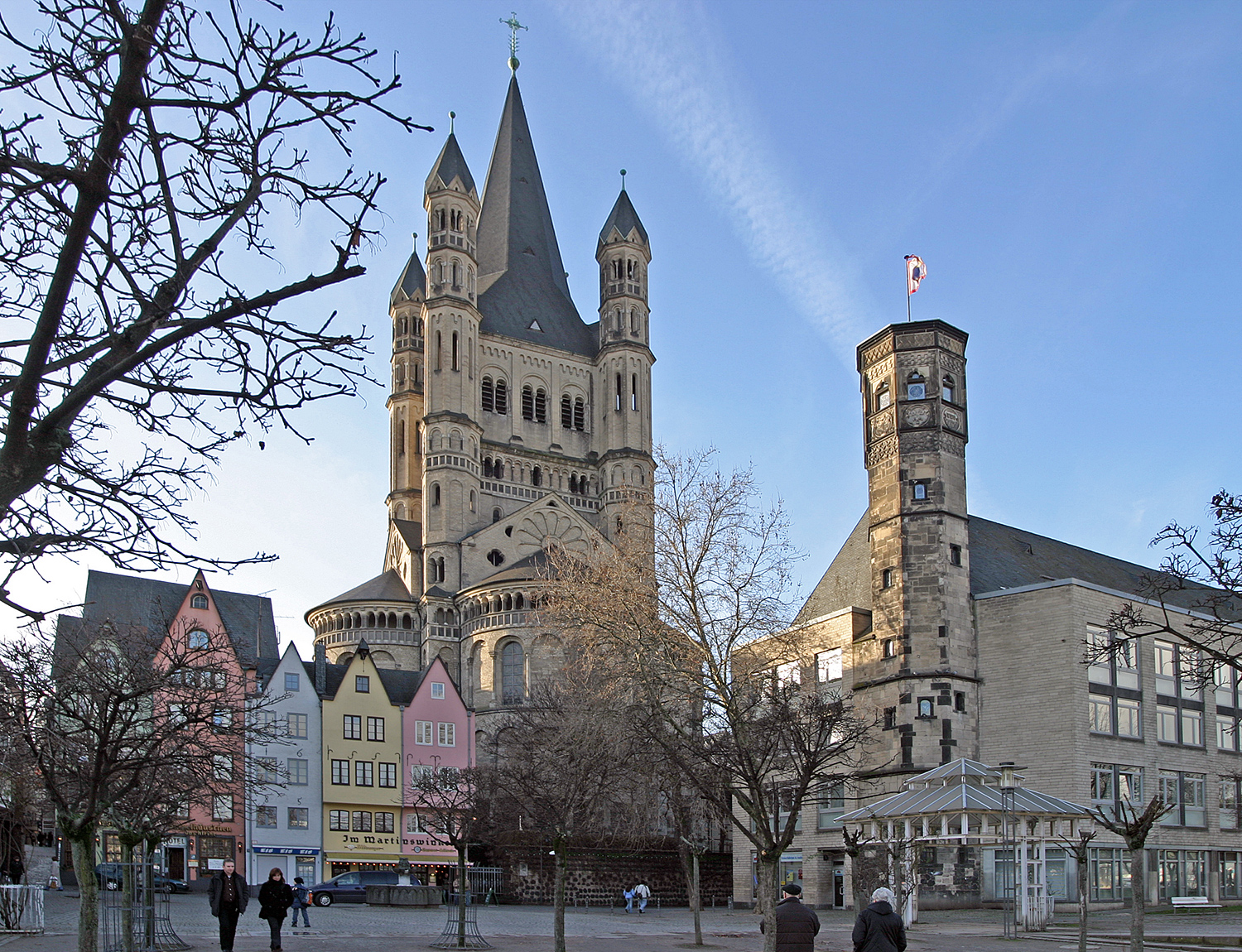
Biserica Groß St. Martin

În afara domului, capodoperă a stilului gotic în arhitectură, Kölnul numără 12 biserici în stil romanic, importante atracții turistice: St. Severin⁠(d), St. Maria Lyskirchen⁠(d), Basilica St. Andreas, St. Aposteln, St. Gereon, St. Ursula, St. Pantaleon, St. Maria in Kapitol, Groß St. Martin, St. Georg, St. Kunibert și St. Cecilia. Biserica Mănăstirii Deutz, tot în stil romanic, este folosită din 1990 de comunitatea ortodoxă.
În august 2005 s-a desfășurat în oraș cea de-a "XX-a Zi Internațională a Tineretului", la care au luat parte tineri din 196 de state. La liturghia oficiată de papa Benedict al XVI-lea pe Marienfeld au fost peste 1.000.000 de participanți.
În Köln există și o mare comunitate musulmană. Din acest motiv, în anul 2017 a fost inaugurată Marea Moschee din Köln, cea mai mare din Germania. Aceasta este construită într-un design modern, având două minarete și o sală de rugăciune ce poate cuprinde simultan peste 4.000 de persoane. La deschidere a participat și președintele Turciei, Recep Tayyip Erdoğan.
Comunitatea ebraică din Köln este una din cele mai vechi din Europa la Nord de Munții Alpi și este menționată în documente încă din anul 321. Aproape dispărută în urma Holocaustului, cunoaște din nou o continuă dezvoltare. Din toate sinagogile distruse în pogromul din Noaptea de cristal (9/10 noiembrie 1938) a fost reconstruită una singură, Sinagoga din Köln.

## Viața culturală
Orașul Köln este o metropolă culturală cu multe muzee importante, galerii de artă, teatre, operă și săli de concerte.

### Teatre
Instituții subvenționate de comună:
- Teatrul de Operă (înființat în 1822)
- Schauspielhaus
- Hänneschen Theater (teatru de păpuși)

Instituții private (selecție):
- Arkadas-Theater
- Atelier-Theater
- Comedia
- Horizont-Theater
- Klüngelpütz Kabarett-Theater
- Senftöpfchen-Theater
- Theater am Dom
- Theater in der Keller
- Theater im Bauturm
- Volkstheater Millowitsch

### Muzică

#### Săli de concert și de spectacole muzicale
- Kölner Philarmonie
- Gürzenich
- Teatrul de Operă
- Kölnarena
- Palladium
- Live Music Hall
- Sala Radiodifuziunii
- Casa jazzului din Stadtgarten

#### Orchestre simfonice
- Orchestra Gürzenich, înființată în 1857, odată cu inaugurarea sălii cu același nume.
- Orchestra Radiodifuziunii (Westdeutscher Rundfunk, prescurtat WDR), înființată în 1926.

#### Orchestre de cameră
- Camerata Köln (1976)
- Capella Clementina (1964)
- Collegium Aureum (1964)
- Concerto Köln (1985)
- Musica Antiqua Köln (1973)

#### Formații corale
- Philarmonischer Chor Köln (1947)
- Kölner Dommusik cu 4 formații: Kölner Domchor (1863), Mädchenchor am Kölner Dom, Domkantorei, Vokalensemble Kölner Dom.
- Kölner Rundfunkchor

#### Formații dejazz
- Big Band a Radiodifuziunii (WDR)

#### MuzicăKölsch
Stimulată de sărbătorirea anuală a Carnavalului, s-a dezvoltat o formă particulară de muzică populară, cu diferite stiluri de la șlagăr la stilul Pop sau Rock, interpretată în dialectul local, Kölsch. Formații reprezentative sunt:
- Bläck Fööss
- Die Höhner
- Wise Guys

#### Instituții de învățământ muzical
- Institutul Superior de Muzică ("Hochschule für Musik") din Köln, unul din cele mai importante din Europa.

### Muzee
- Muzeul Ludwig (Artă modernă și contemporană)
- Muzeul Wallraf-Richartz (Artă începând cu Evul Mediu până la sfârșitul secolului al XIX-lea)
- Muzeul Romano-Germanic (Römisch-Germanisches Museum) cu obiecte de artă, de podoabă și obiecte uzuale din epocile romană și merovingiană. Exponat principal: Mozaicul lui Dionysos.
- Muzeul de Artă Estasiatiacă
- Muzeul Schnütgen (Obiecte de cult din Evul Mediu), ș.a.

### Instituții de învățământ superior
În afară de Universitatea din Köln (Universität zu Köln), există alte nouă instituții de învățământ superior cu diferite profile (muzică, artă, universitate populară etc.). 10% din populația orașului sunt studenți.

## Economie

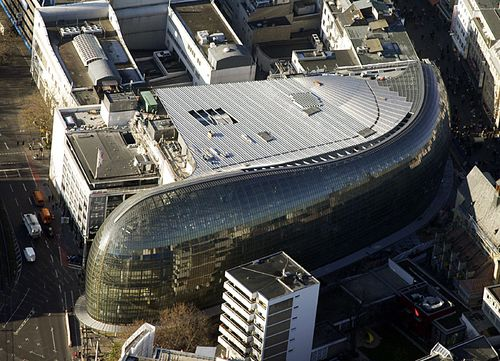
Noua clădire a magazinului "Peek & Cloppenburg" - arhitect: Renzo Piano

Elementele cele mai importante ale economiei orașului sunt industria constructoare de automobile (Uzinele Ford), industria chimică, comerțul, prestațiunile de servicii (bănci, societăți de asigurare), turismul. Cunoscute sunt și Târgurile internaționale (Messen), dintre care sunt de menționat:
- Anuga (produse alimentare)
- Photokina (produse ale industriei fotografice)
- Möbelmesse (mobilă)
- ART Cologne (artă modernă)
- IFMA (Expoziție de biciclete și motociclete)
- Kind + Jugend (Expozitie internationala cu articole pentru copii)

Nu trebuie uitate nici producția faimoasei Original Eau de Cologne ("Apă de colonie") și numeroasele fabrici de bere tip Kölsch (o bere de 4,8 ° cu un gust sui generis, băutura preferată a locuitorilor orașului Köln).

## Carnavalul din Köln

Carnaval în Köln - Fotomontaj

Sărbătorirea Carnavalului reprezintă unul din evenimentele cele importante din viața populației locale, denumit și al "Cincilea Anotimp". Perioada Carnavalului începe în ziua de 11 noiembrie la orele 11:11 în Alter Markt ("Piața Veche") și durează până la Aschermittwoch („Miercurea Cenușii”, începutul postului Paștelui). În acest timp au loc baluri costumate și festivități caracterizate printr-un humor gros și satire, în special la adresa personalităților politice. Punctul culminant îl constituie marea paradă de Rosenmontag (lunea de dinaintea Miercurii Cenușii), cu care alegorice, muzică și costume originale.

## Transportul

### Transport feroviar

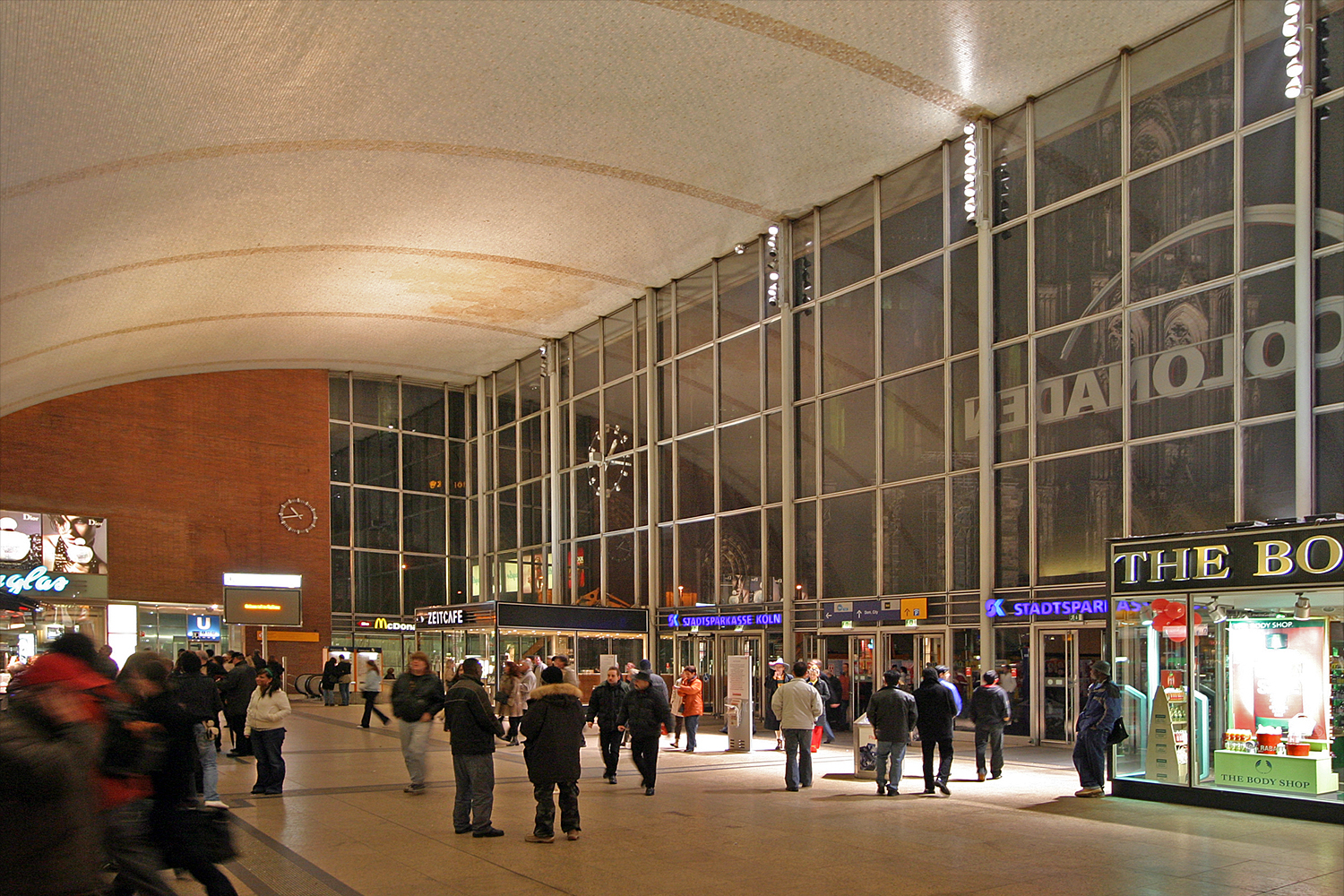
Intrarea principală a Gării din Köln

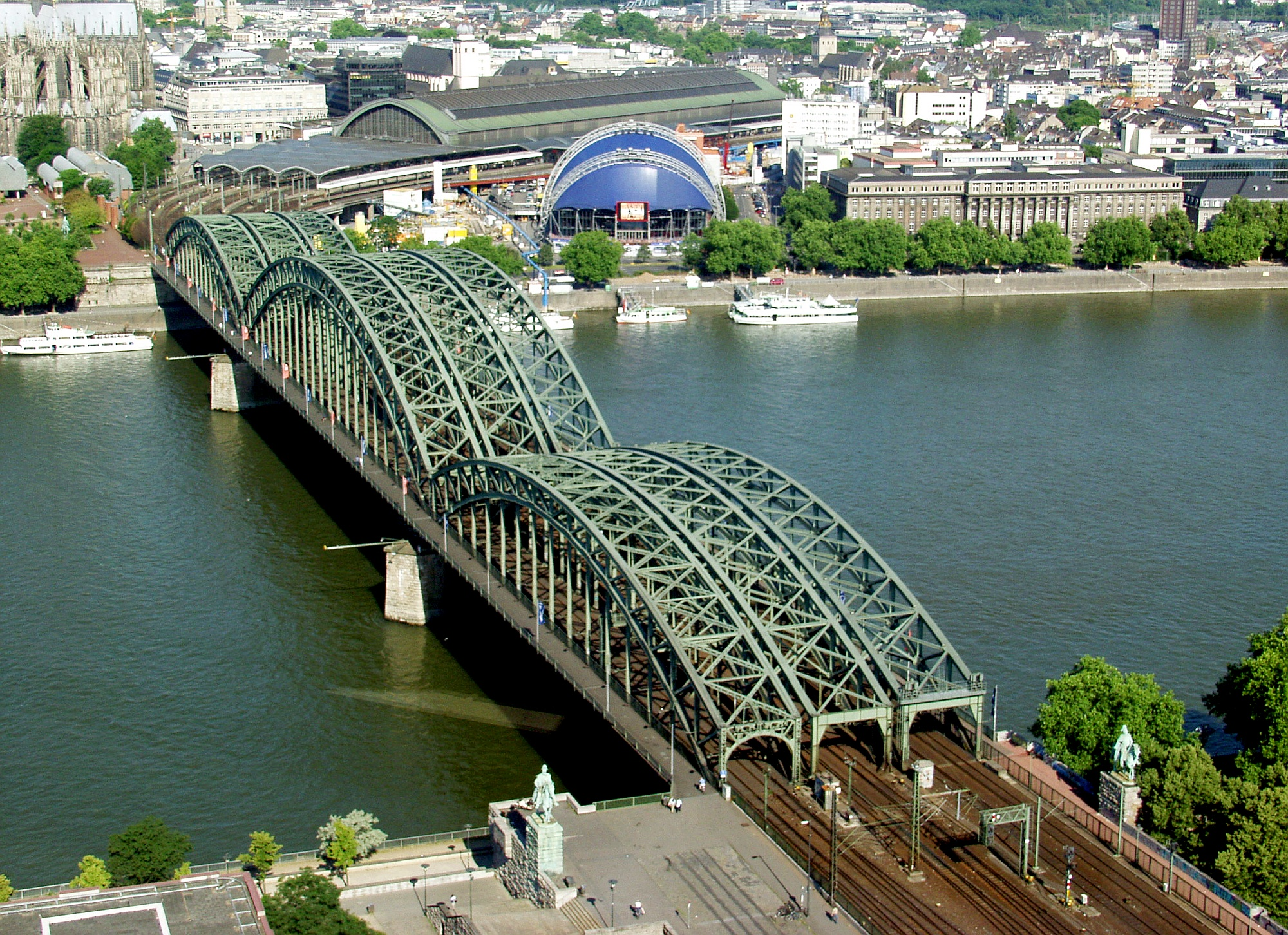
Hohenzollernbrücke și gara centrală

Gara Köln are legături în toate direcțiile:
- Trier
- Aachen, Paris
- Mönchengladbach
- Neuss trecând prin Bergheim
- Neuss – Krefeld trecând prin Dormagen
- Düsseldorf – Zona Ruhrului
- Wuppertal
- Bergisch Gladbach
- Marienheide (Aggertal-Bahn)
- Siegen
- Frankfurt am Main
- Troisdorf – Neuwied – Koblenz
- Bonn – Koblenz

Principalul pod feroviar peste Rin este Hohenzollernbrücke, monument istoric și de arhitectură construit între anii 1907-1911.

### Transport aerian

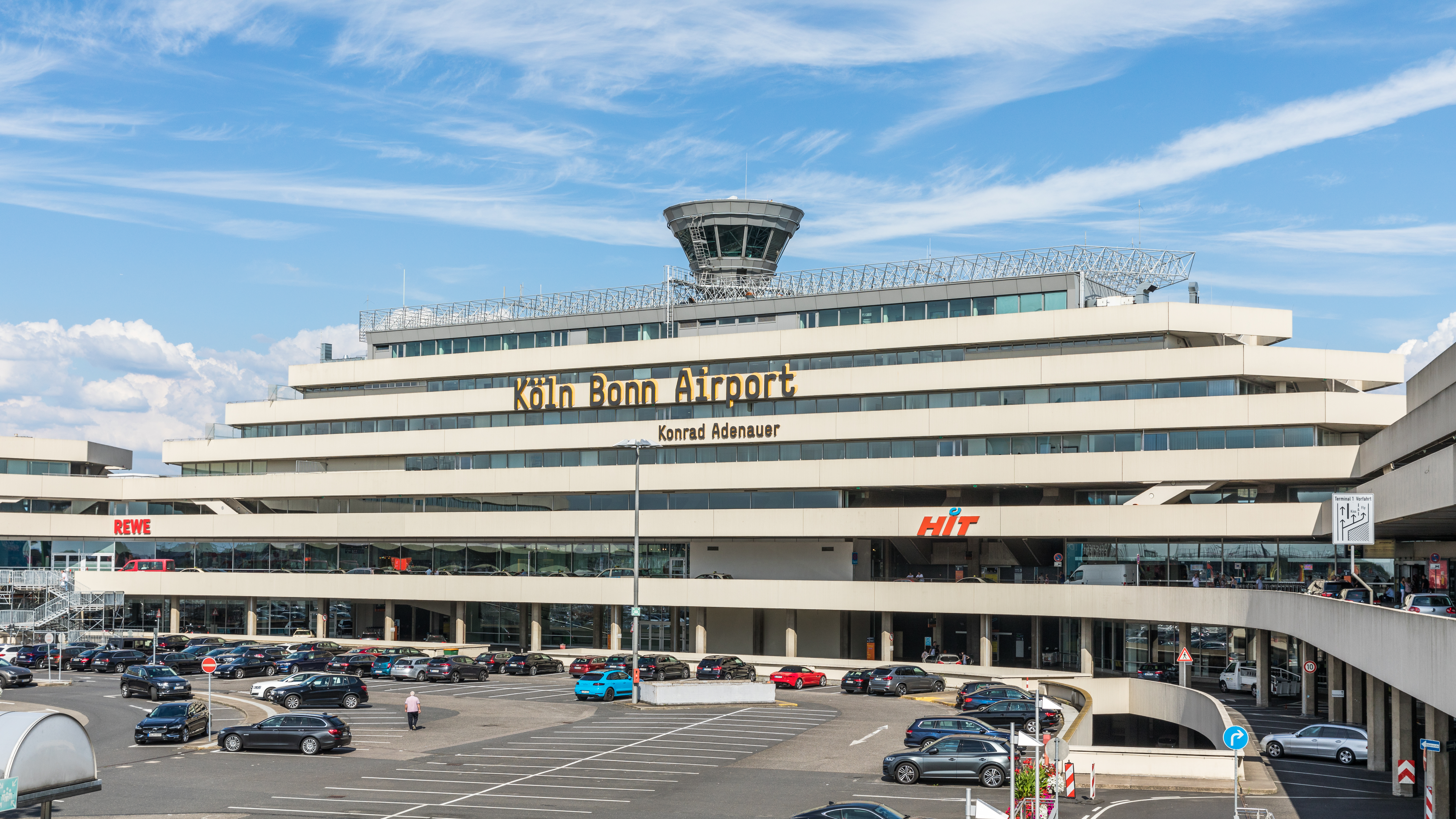
Aeroport Köln/Bonn, Terminal 1

La sud-est de oraș, în zona Porz, se află Aeroportul Internațional Köln/Bonn. Este unul din cele mai puternice aeroporturi de transport de marfă germane (peste 650.000 tone în anul 2005) și cel mai important aeroport pentru companiile aeriene low-cost (9,4 milioane de pasageri în 2005). Din 1994 poartă denumirea de "Aeroportul Konrad Adenauer". Oferă 139 destinații în 38 de țări, printre care și România.

### Transport rutier
Cele mai importante drumuri care deservesc orașul sunt autostrăzile A3 și A4, în partea de est, și autostrada A1, în partea de vest a orașului.
La sud de Köln se află autostrada A59, care face face legătura cu Aeroportul Köln/Bonn. O altă importantă autostradă este A57, care duce din centrul orașului Köln spre orașele Neuss și Krefeld.

## Personalități
- Sfânta Ursula, secolul al IV-lea;
- Albertus Magnus, ~1200-1280
- Johann Maria Farina, creatorul Apei de Colonia;
- Christa Päffgen / Nico, manechin, actriță și cântăreață germană
- Konrad Adenauer, primar general al Kölnului (1917 - 1933); cancelar federal al Germaniei între anii 1949 și 1963;
- Georg Simon Ohm, fizician german;
- Max von Oppenheim, diplomat și arheolog;
- Jacques Offenbach, compozitor și violonist;
- Max Bruch, dirijor și compozitor;
- Carl Bosch, Premiul Nobel pentru Chimie, 1931
- Kurt Alder, Premiul Nobel pentru Chimie, 1950;
- Heinrich Böll, Premiul Nobel pentru Literatură, 1972;
- Stefan Raab, animator.